# Aeroporto de Volta Redonda
O Aeroporto de Volta Redonda é o único aeroporto da cidade de Volta Redonda, no estado do Rio de Janeiro. Atualmente inativo e localizado no bairro Aero Clube, o aeroporto conta com apenas uma pista de pouso e decolagem de 823 m², que não é homologada pela Agência Nacional de Aviação Civil (Anac), e, por isso, não pode receber aviação comercial. No mesmo local fica localizado o Heliporto Aeroclube CSN (ICAO: SIGQ), que, como o próprio nome indica, é privado da CSN.
A cerimonia de inauguração da pista de pouso e decolagem do aeroporto, bem como do hangar - chamado "Hangar Capitão Cesar de Andrade" (em homenagem a um dos mais bravos pilotos da aviação brasileira) e de dimensões 17 x 15 metros com capacidade para seis aviões - deu-se no dia 02 de agosto de 1943. A construção de ambos durou 8 dias  .
Apesar de inativo e de não ter a pista de pouso e decolagem homologada pela ANAC, a cidade mantém o Código IATA "QVR" e o Código ICAO "SSVR".
Devido ao crescimento do Município no seu entorno ao longo dos anos, está prevista a construção, no bairro Roma II, na divisa com o município de Piraí, do Aeroporto do Vale do Aço, numa área de 1 600 000 metros quadrados, que irá atender a todo o Vale do Paraíba Fluminense. Para que a obra tenha início, é necessária a liberação do Instituto Estadual do Ambiente devido a questões ambientais.